# Константінешть (Олт)
Константінешть, Константінешті (рум. Constantinești) — село у повіті Олт в Румунії. Адміністративно підпорядковане місту Скорнічешть.
Село розташоване на відстані 127 км на захід від Бухареста, 21 км на північний схід від Слатіни, 62 км на північний схід від Крайови, 146 км на південний захід від Брашова.

## Населення
За даними перепису населення 2002 року у селі проживала 591 особа, з них 590 осіб (99,8%) румунів. Усі жителі села рідною мовою назвали румунську.